# Boleslas III de Płock
Boleslas III de Płock (en polonais Bolesław III płocki ou Bolko III płocki) (entre 1322 et 1330 – 20 août 1351) est duc de Płock et vassal de la Bohême.
Boleslas III est le fils unique de Wacław de Płock et d’Élizabeth de Lituanie. Lorsque son père décède en 1336, Boleslas est trop jeune pour régner et se retrouve jusqu’en 1340 sous la protection de ses oncles Siemovit II de Rawa et Trojden Ier de Czersk. Lorsque Siemovit II meurt sans héritier en 1345, Boleslas reçoit une partie de son duché (la région de Wizna et de Sochaczew). 

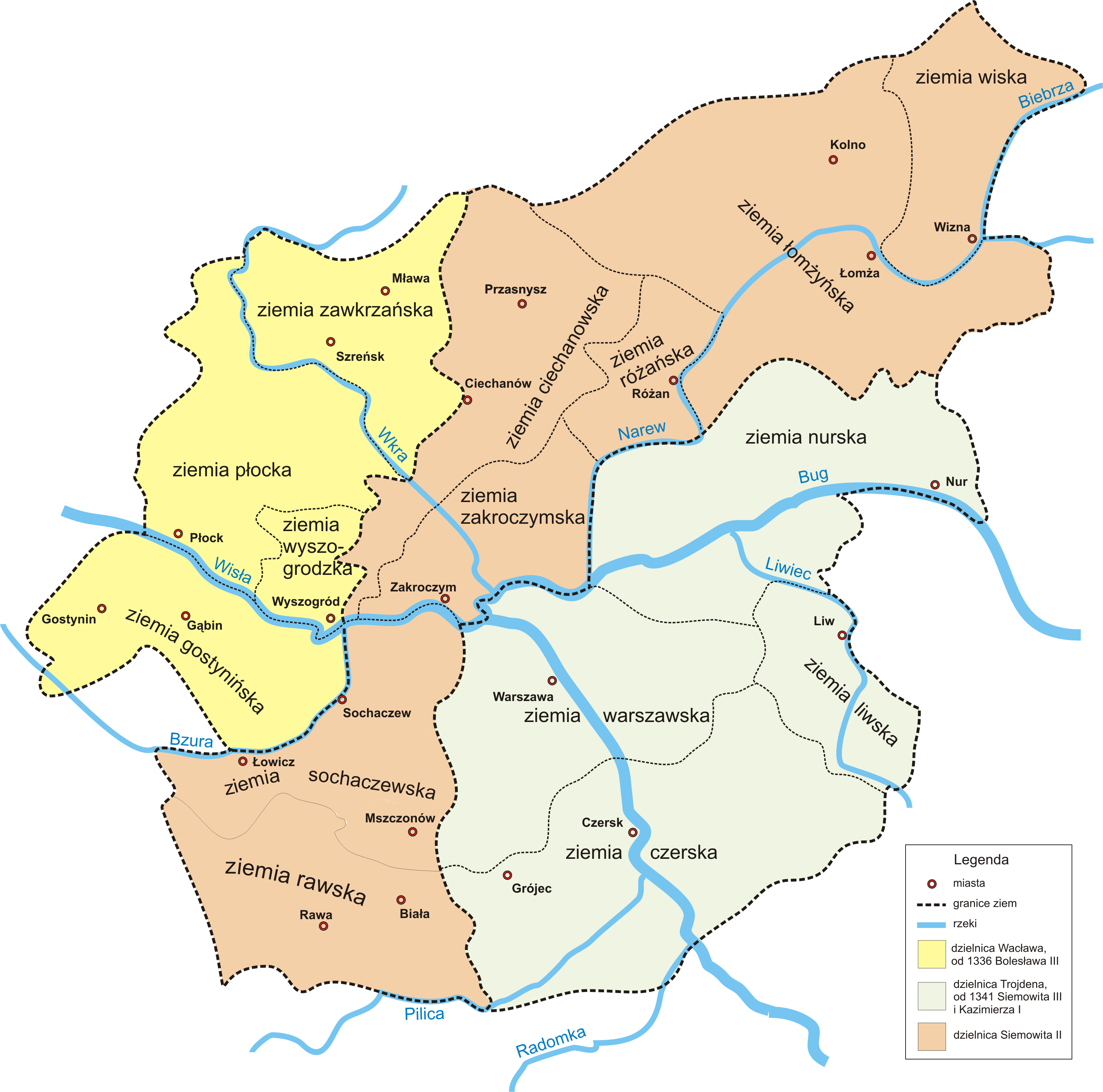
Divisions de la Mazovie
(1313-1345)

Comme son père, Boleslas rend un hommage de vassalité au roi de Bohême Jean de Luxembourg. Son objectif est de garantir l’intégrité du territoire de son duché entouré par deux voisins très puissants : la Pologne et les Teutoniques. Par la suite, il rend également un hommage de vassalité à Charles de Luxembourg qui succède à son père Jean sur le trône de Bohême.  
En 1343, Boleslas et les autres ducs de Mazovie ratifient le traité de paix de Kalisz entre Polonais et Teutoniques : la Cujavie et la région de Dobrzyń reviennent à la Pologne en échange de l’offrande perpétuelle de la Poméranie de Gdańsk et de la région de Chełmno à l’Ordre.   
Par la suite, Boleslas III commence à prendre de plus en plus de distance par rapport à la Bohême pour se rapprocher du roi de Pologne Casimir III le Grand. N’ayant pas de fils, il fait de Casimir le Grand un de ses héritiers. 
En 1351, Boleslas III participe à une croisade dirigée par Casimir le Grand et Louis Ier de Hongrie contre le Lituanien Kęstutis. Dans un premier temps, la campagne semble être couronnée de succès. Le 15 juillet 1351, un accord de paix est signé avec les Lituaniens en vertu duquel Kęstutis s’engage à se convertir au christianisme. En attendant le baptême, Boleslas III reçoit l’honneur de veiller sur Kęstutis. En fait, il ne s’agit que d’une ruse de Kęstutis pour gagner du temps. Cinq jours plus tard, il s’évade à la suite d'une attaque lituanienne au cours de laquelle Boleslas III est tué.  
Décédé le 20 août 1351, Boleslas III est inhumé dans la cathédrale de Płock. N’ayant jamais été marié et n’ayant pas d’enfant, son duché est partagé entre les ducs de Mazovie Siemovit III et Casimir Ier (qui reçoivent Gostynin et Sochaczew) et le roi de Pologne (qui reçoit Płock et Wizna).

## Source
- (de) Europäische Stammtafeln Vittorio Klostermann, Gmbh, Francfort-sur-le-Main, 2004  (ISBN 3465032926),  Die Fürsten (Herzoge) von Masowien 1262-1526 des Stammes der Piasten  Volume III Tafel 123.